# Rhinosimus viridiaeneus
Rhinosimus viridiaeneus är en skalbaggsart som först beskrevs av Randall 1838.  Rhinosimus viridiaeneus ingår i släktet Rhinosimus och familjen trädbasbaggar. Inga underarter finns listade i Catalogue of Life.